# Philby (canción)
«Philby» es una canción del músico irlandés Rory Gallagher, para su octavo álbum de estudio Top Priority.
Kim Philby, fue un agente doble secreto de la URSS que trabajaba en Londres, el título de la canción está basado en él, aunque gran parte de la canción está basada en la novela, inglesa El espía que surgió del frío, principalmente en las primeras estrofas.
La canción cuenta con un sitar alquilado a la tienda de Pete Townshend, aunque en Nueva Jersey consiguió una replica. La canción fue escrita en Portugal durante unas cortas vacaciones.

## Músicos
- Rory Gallagher: voz, Guitarra eléctrica, Sitar eléctrico.
- Gerry McAvoy: bajo
- Ted McKenna: batería